# Castoraeschna
Castoraeschna is een geslacht van libellen (Odonata) uit de familie van de glazenmakers (Aeshnidae).

## Soorten
Castoraeschna omvat 9 soorten:
- Castoraeschna castor (Brauer, 1865)
- Castoraeschna colorata (Martin, 1908)
- Castoraeschna corbeti Carvalho, Pinto & Ferreira, 2009
- Castoraeschna coronata (Ris, 1918)
- Castoraeschna decurvata Dunkle & Cook, 1984
- Castoraeschna januaria (Hagen, 1867)
- Castoraeschna longfieldae (Kimmins, 1929)
- Castoraeschna margarethae Jurzitza, 1979
- Castoraeschna tepuica De Marmels, 1989